# Église Saint-Pierre de Marestay de Matha

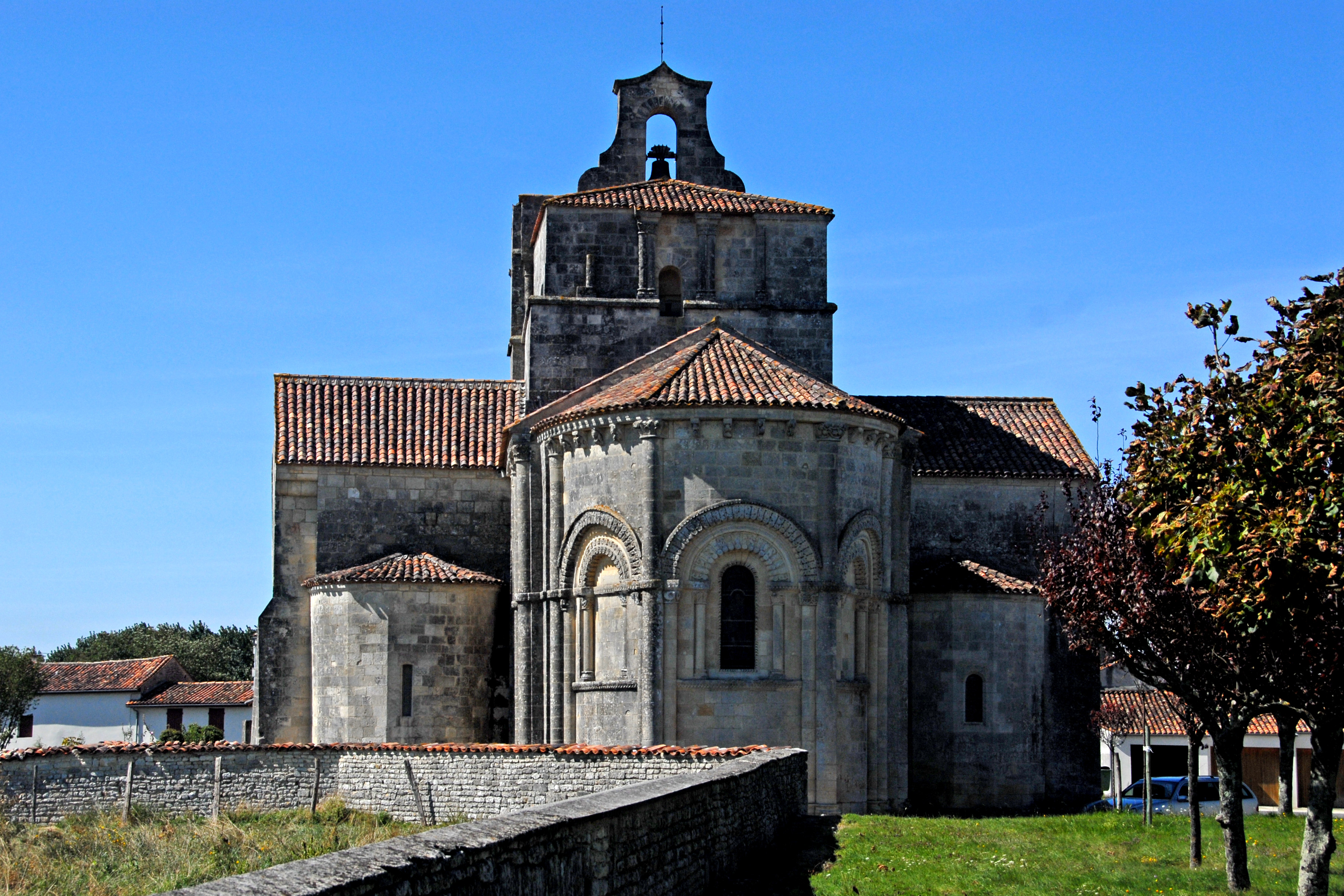

Pour les articles homonymes, voir Église Saint-Pierre.
L'église Saint-Pierre de Marestay est une église catholique située à Matha, en France.

## Localisation
L'église est située dans le département français de la Charente-Maritime, sur la commune de Matha.

## Protection
L'église Saint-Pierre est classée au titre des monuments historiques par arrêté du 3 septembre 1912.